# عمليات قريبة
العمليات القريبة (بالإنجليزية: Close operations)‏ هي تلك العمليات التي تحدث داخل منطقة عمليات (AO) القائد في ساحة المعركة. وتكون معظم العمليات المخطط لها في المناطق القريبة عادة ضد القوى المعادية وفي احتكاك مباشر وتتطلب إجراءات حاسمة في أغلب الأحوال. فهي تتطلب السرعة والتنقل لتركيز معظم القوة القتالية سريعًا في الوقت والمكان الضرورين لاستثمار النصر. ومن خلال الدعم الناري بشكل كبير، تعمل عناصر الأرض والجو معًا في مناورة حربية لتعزيز آثار النيران وقدرتها على المناورة. ونظرًا لأنهم يناورون لكسب مواقف أفضلية على العدو، تطلق التشكيلات للقوات المسلحة مجتمعة النيران لتعطيل قدرة العدو على التدخل في هذه المناورة.
ويعطي القادة الأولوية للنيران لموازنة الجهد الرئيسي وتركيز القوة القتالية لتحقيق النتائج التي تؤدي إلى اتخاذ قرار. ومن الممكن جمع آثار النيران لضرب العدو في نقطة ووقت حاسمين، مع الحد من المخاطر التي تتعرض لها القوة التي يقع على كاهلها حشد القوات المناورة في نقطة واحدة أو في جزء واحد من ساحة المعركة.